# Herbert Harris
Herbert Eugene Harris II, född 14 april 1926 i Kansas City i Missouri, död 24 december 2014 i Mount Vernon i Virginia, var en amerikansk demokratisk politiker. Han var ledamot av USA:s representanthus 1975–1981.
Harris studerade först vid Missouri Valley College och University of Notre Dame, varefter han utexaminerades 1948 från Rockhurst College och avlade 1951 juristexamen vid Georgetown University.  År 1975 efterträdde han Stanford Parris som kongressledamot och efterträddes 1981 av företrädaren Parris.